# Dragonii
Dragonii (engleză Dragons, referit deseori ca DreamWorks Dragons) este un serial de animație pe computer bazat pe filmul din 2010 Cum să îți dresezi dragonul. Serialul servește ca punte între primul film și continuarea sa din 2014.
Jay Baruchel, America Ferrera, Christopher Mintz-Plasse, T.J. Miller și David Tennant se întorc din rolurile lor din film. Alți actori din distribuție includ Julie Marcus (sezonul 1) și Andrée Vermeulen în rolul lui Cap-de-lemn (dublată anterior de Kristen Wiig), Zack Pearlman în rolul lui Rât-mucos (dublat anterior de Jonah Hill), Chris Edgerly în rolul Mâncăului (dublat anterior de Craig Ferguson) și Nolan North în rolul lui Stoick cel Vast (dublat anterior de Gerard Butler).
Dragonii a fost anunțat de Cartoon Network pe 12 octombrie 2010.  Potrivit lui Tim Johnson, producător executiv al filmului, serialul a fost plănuit să fie mai întunecat și adânc decât serialele spin-off anterioare ale DreamWorks Animation, cu un ton similar primului film. Dragonii a fost primul serial de la DreamWorks Animation care a fost difuzat pe Cartoon Network în loc de Nickelodeon.
Serialul a avut debutul cu o avanpremieră de o oră pe 7 august 2012, iar premiera oficială a urmat pe 5 septembrie 2012. Primele două sezoane, intitulate Călăreții dragonilor și respectiv Dragonii: Apărătorii insulei, au fost difuzate pe Cartoon Network pentru un total de 40 de episoade. După aceea, serialul a fost readus pe Netflix și redenumit în Dragonii: În marele necunoscut, cu încă șase sezoane fiind lansate între 2015 și 2018 pentru un total de 78 de episoade.

## Descriere
Vikingii de pe Insula Tontului au învățat să-i dreseze pe foștii lor inamici, dragonii, dar încă nu s-au obișnuit cu ei, mai ales că aceștia nu își dezmint natura de sălbatici și creează mereu probleme. Sughiț, șeful Academiei de Dragoni, trebuie să găsească de fiecare dată soluții pentru a împăca cele două tabere. Din fericire, îl are mereu aproape pe prietenul său cel mai bun Știrbul cu ajutorul căruia va ajunge să înțeleagă mai multe despre dragoni, dar și despre sine insusi.

## Personaje

### Vikingi
- Sughiț - Sughiț este primul dresor de dragoni și șeful Academiei de Dresat Dragoni din Insula Tontului. Mai presus de orice, încearcă să mențină echilibrul fragil între oameni și dragoni.
- Stoick - Stoick cel Vast este căpetenia Insulei Tontului și tatăl lui Sughiț. Încă nu s-a obișnuit de tot să trăiască cu dragonii, dar e mândru de tot ce a realizat Sughiț.
- Astrid - Războinică isteață și neînfricată, Astrid este adesea alături de Sughiț. Dragonul lui Astrid, Coadă-Spin este frumos și puternic, la fel ca și ea.
- Mâncăul - Mâncăul e fierarul satului și mâna dreaptă a lui Stoick. E cam bădăran, dar în definitiv este un om bun la suflet.
- Rât-mucos - Rât-mucos e un tânăr viking grosolan și agresiv. Nu se sfiește să-și arate sentimentele pentru Astrid. Din păcate pentru el, pe ea o lasă rece.
- Picior-de-Pește - Cu vastele sale cunoștințe despre dragoni, Picior-de-Pește este o enciclopedie ambulantă despre dragoni. Capacitatea sa de a identifica slăbiciunile dragonilor este o mană cerească.
- Cap-de-Piatră și Cap-de-Lemn - Cap-de-Piatră și Cap-de-Lemn sunt doi frați gemeni incredibil de competitivi. Îi unește aceeași energie sălbatică și gustul pentru aventuri pline de adrenalină. Aceștia doi de nenumărate ori se iau la bătaie sau se ceartă.
- Alvin e nelegiuitul care a încercat să distrugă Insula Tontului si a vrut sa călărească dragoni în episodul “Alungarea” Alvin devine aliatul lui Sughiț si al celorlalți.
- Dagur este fratele lui Heather. Acesta dorindu-și Furia Nopții, pe Știrbul, fiind șeful furioșilor.
- Sălbaticul e unul din nelegiuiți în episodul Pârjolul a devenit unul dintre furioși.
- Mucegai urăște dragonii iar, în episodul 5 Mucegai folosește niște picioare false de spate zimțat pentru a strica cizmele tuturor vikingilor și a da vina pe dragon și a folosit o gheară de coșmar monstruos pentru a distruge sala mare și a mai dat foc depozitului de arme și a da vina pe Știrb. În episodul 19 îl păcălește pe Sughiț. El a venit cu ideea ca Alvin să pună ouă de Moarte șoptită sub insulă.
- Heather este prietena cea mai bună a lui Astrid, călărind o Coadă Brici și care se alătură Călăreților de Dragoni.
- Gothy este femeia care vindeca locuitorii de pe Insula Tontului.

### Dragonii
Stirbul - Cel mai bun prieten desigur considerat fratele lui Sughiț, este singurul exemplar cunoscut de Furia Nopții (Va mai aparea o Furia Noptii in "Cum sa iti dresezi dragonul 3"). Făcând parte din clasa Atac, Știrbul are o viteză incredibilă, este extrem de inteligent de asemenea cea mai temuta și necunoscuta specie. ("Fiul profan al fulgerului și al morții, feriți-va de acest dragon! Singura șansa este sa va ascundeți și să vă rugați să nu vă găsească !"(Cartea Dragonilor)).Acesta este cel mai puternic și cel mai temut dragon din lume ,nimeni nu a scăpat cu viața din ghiarele unei Furia Noptii (spune chiar și Mâncau). Stirbul este o mașina perfectă de viteza, ucis, agilitate, inteligență, ei bine, este bun la toate și nu prea are defecte. Lovitura unei Furia Nopții este cea mai rezistenta puternica și arzătoare. Desigur aripile sunt lungi și subțiri avengura acestora fiind la maturitate de 14 metri, iar lungimea corpului fiind de 8 metri si avand o greutate de vreo 805 kg, aceste caracteristici clasandu-l printre primele locuri la viteză. Din păcate nu se știe altceva despre aceasta specie foarte temuta de dragon.
- Coada-Spin - Coada-Spin este amestecul perfect de frumusețe și brutalitate. Ca toți dragonii din familia Năpârcilor Mortale, Coada-Spin este acoperit cu spini otrăviți, care pot străpunge orice scut.
- Chiftea - Acest Orăcăitor este cam bleg, leneș și încăpățânat ca un catâr. Pe deasupra, Chiftea e și unul din cei mai duri dragoni din câți s-au pomenit pe lume.
- Vomi și Râghi - Vomi și Râghi are două capete, fiecare cu propria lui personalitate. Când cele două capete gândesc la unison, acest cumplit Spate-Zimțat nu are egal.
- Colț-de-foc - Acest dragon iute de mânie e un faimos scuipător de flăcări. Dacă e provocat, își poate aprinde tot corpul in foc. Orice-ar fi, ferește-te de un Coșmar Monstruos.
- Țipătul morții e dragonul care sapă tuneluri scuipă flăcări, aruncând cu țepi și țipând afectează zborul dragonilor.
- Torța e un dragon găsit de Sughiț si prietenii lui (sezon 1, episodul 4), fiind o specie necunoscută acestia îi dau un nume, mai precis Taifumerang.
- Regina viermilor de foc e cea care la salvat pe Colț-de-Foc de la moarte.
- Pârjolul e dragonul care a fost găsit de Galeata si Terci pe o insulă și este adus de Calaretii Dragonilor pe insula Berk (sezon 2, episodul 10)
- Clocotici e dragonul care scuipă apă clocotită fiind prietenul lui Cap-de-Piatră.
- Sufocanții-cu-fum sunt niște dragoni care lasă fum și care fură metale.
- Para-coșmarul paralizează vikingi temporar.
- Terorile Teribile sunt niște dragoni mici care îi avertizează pe Sughiț și pe prietenii săi de orice necaz.
- Moartea șoptită e dragonul care face tuneluri sub pământ aruncând țepi din fiecare parte a corpului.

## Episoade
| Premiera originală   | Premiera în România | N/o | Titlu român                               | Titlu englez                         |
| -------------------- | ------------------- | --- | ----------------------------------------- | ------------------------------------ |
|                      |                     |     |                                           |                                      |
| CĂLĂREȚII DRAGONILOR |                     |     |                                           |                                      |
|                      |                     |     |                                           |                                      |
| SEZONUL 1            |                     |     |                                           |                                      |
|                      |                     |     |                                           |                                      |
| 07.08.2012           | 11.03.2013          | 01  | Cum să înființezi o academie a dragonilor | How to Start a Dragon Academy        |
|                      |                     |     |                                           |                                      |
| 07.08.2012           | 18.03.2013          | 02  | Viking, caut meserie                      | Viking for Hire                      |
|                      |                     |     |                                           |                                      |
| 04.09.2012           | 25.03.2013          | 03  | Animale speriate                          | Animal House                         |
|                      |                     |     |                                           |                                      |
| 11.09.2012           | 08.04.2013          | 04  | Cei doi teribili                          | The Terrible Twos                    |
|                      |                     |     |                                           |                                      |
| 18.09.2012           | 15.04.2013          | 05  | Dragonii, prietenii noștri                | In Dragons We Trust                  |
|                      |                     |     |                                           |                                      |
| 25.09.2012           | 22.04.2013          | 06  | Alvin și neleguiții                       | Alvin and the Outcasts               |
|                      |                     |     |                                           |                                      |
| 03.10.2012           | 29.04.2013          | 07  | Cum să îți alegi dragonul                 | How to Pick Your Dragon              |
|                      |                     |     |                                           |                                      |
| 10.10.2012           | 06.05.2013          | 08  | Portret de familie                        | Portrait of Hiccup as a Buff Man     |
|                      |                     |     |                                           |                                      |
| 17.10.2012           | 14.05.2013          | 09  | Floarea și dragonii                       | Dragon Flower                        |
|                      |                     |     |                                           |                                      |
| 14.11.2012           | 19.08.2013          | 10  | Incidentul numit Heather                  | Heather Report                       |
| 21.11.2012           | 19.08.2013          | 11  | Incidentul numit Heather                  | Heather Report                       |
|                      |                     |     |                                           |                                      |
| 28.11.2012           | 26.08.2013          | 12  | Dezghețarea                               | Thawfest                             |
|                      |                     |     |                                           |                                      |
| 05.12.2012           | 02.09.2013          | 13  | Când lovește fulgerul                     | When Lightning Strikes               |
|                      |                     |     |                                           |                                      |
| 06.02.2013           | 09.09.2013          | 14  | Dragonul de sub pământ                    | What Flies Beneath                   |
|                      |                     |     |                                           |                                      |
| 13.02.2013           | 16.09.2013          | 15  | Înțelegerea gemenilor                     | Twinsanity                           |
|                      |                     |     |                                           |                                      |
| 20.02.2013           | 23.09.2013          | 16  | Sfidatorul                                | Defiant One                          |
|                      |                     |     |                                           |                                      |
| 27.02.2013           | 30.09.2013          | 17  | Mlaștina stranie                          | Breakneck Bog                        |
|                      |                     |     |                                           |                                      |
| 06.03.2013           | 07.10.2013          | 18  | O piatră deosebită                        | Gem of a Different Color             |
|                      |                     |     |                                           |                                      |
| 13.03.2013           | 14.10.2013          | 19  | Suntem o familie                          | We Are a Family                      |
| 20.03.2013           | 21.10.2013          | 20  | Suntem o familie                          | We Are a Family                      |
|                      |                     |     |                                           |                                      |
| APĂRĂTORII INSULEI   |                     |     |                                           |                                      |
|                      |                     |     |                                           |                                      |
| SEZONUL 2            |                     |     |                                           |                                      |
|                      |                     |     |                                           |                                      |
| 19.09.2013           | 02.02.2014          | 21  | Nu interziceți zborul                     | Live and Let Fly                     |
|                      |                     |     |                                           |                                      |
| 26.09.2013           | 10.02.2014          | 22  | Orocăitorul de fier                       | The Iron Gronkle                     |
|                      |                     |     |                                           |                                      |
| 03.10.2013           | 17.02.2014          | 23  | Noaptea și furia                          | The Night and the Fury               |
|                      |                     |     |                                           |                                      |
| 10.10.2013           | 24.02.2014          | 24  | Dragonii din tunel                        | Tunnel Vision                        |
|                      |                     |     |                                           |                                      |
| 17.10.2013           | 03.03.2014          | 25  | Cursa spre insula Viermilor de foc        | Race to Fireworm Island              |
|                      |                     |     |                                           |                                      |
| 24.10.2013           | 10.03.2014          | 26  | Frica paralizantă                         | Fright of Passage                    |
|                      |                     |     |                                           |                                      |
| 07.11.2013           | 17.03.2014          | 27  | Competiția                                | Worst in Show                        |
|                      |                     |     |                                           |                                      |
| 14.11.2013           | 24.03.2014          | 28  | Apetit pentru distrugere                  | Appetite for Destruction             |
|                      |                     |     |                                           |                                      |
| 21.11.2013           | 31.03.2014          | 29  | Spate zimțat la pămant                    | Zippleback Down                      |
|                      |                     |     |                                           |                                      |
| 05.12.2013           | 07.07.2014          | 30  | El este pârjolul                          | A View to a Skrill                   |
| 05.12.2013           | 08.07.2014          | 31  | El este pârjolul                          | A View to a Skrill                   |
|                      |                     |     |                                           |                                      |
| 08.01.2014           | 09.07.2014          | 32  | Învață să zbori                           | The Flight Stuff                     |
|                      |                     |     |                                           |                                      |
| 15.01.2014           | 10.07.2014          | 33  | Clocotici                                 | Free Scauldy                         |
|                      |                     |     |                                           |                                      |
| 22.01.2014           | 11.07.2014          | 34  | Înghețuri                                 | Frozen                               |
|                      |                     |     |                                           |                                      |
| 29.01.2014           | 14.07.2014          | 35  | Povestea a doi dragoni                    | A Tale of Two Dragons                |
|                      |                     |     |                                           |                                      |
| 05.02.2014           | 15.07.2014          | 36  | Efectul țiparilor                         | The Eel Effect                       |
|                      |                     |     |                                           |                                      |
| 12.02.2014           | 16.07.2014          | 37  | Hoții de metale                           | Smoke Gets in Your Eyes              |
|                      |                     |     |                                           |                                      |
| 19.02.2014           | 17.07.2014          | 38  | Bing, Bam, Bom!                           | Bing! Bang! Boom!                    |
|                      |                     |     |                                           |                                      |
| 26.02.2014           | 18.07.2014          | 39  | Alungat                                   | Cast Out                             |
| 05.03.2014           | 21.07.2014          | 40  | Alungat                                   | Cast Out                             |
|                      |                     |     |                                           |                                      |
| ÎN MARELE NECUNOSCUT |                     |     |                                           |                                      |
|                      |                     |     |                                           |                                      |
| SEZONUL 3            |                     |     |                                           |                                      |
|                      |                     |     |                                           |                                      |
| 26.06.2015           | 22.02.2016          | 41  | Ochiul de Dragon al Observatorului        | Dragon Eye of the Beholder           |
| 26.06.2015           | 23.02.2016          | 42  | Ochiul de Dragon al Observatorului        | Dragon Eye of the Beholder           |
|                      |                     |     |                                           |                                      |
| 26.06.2015           | 24.02.2016          | 43  | Armonie Imperfectă                        | Imperfect Harmony                    |
|                      |                     |     |                                           |                                      |
| 26.06.2015           | 25.04.2016          | 44  | Când se Lasă Întunericul                  | When Darkness Falls                  |
|                      |                     |     |                                           |                                      |
| 26.06.2015           | 26.02.2016          | 45  | Uriașul din Berk                          | Big Man on Berk                      |
|                      |                     |     |                                           |                                      |
| 26.06.2015           | 29.02.2016          | 46  | A Dispărut Gustav                         | Gone Gustav Gone                     |
|                      |                     |     |                                           |                                      |
| 26.06.2015           | 01.03.2016          | 47  | Regatul Viermilor de Foc                  | Reign of Fireworms                   |
|                      |                     |     |                                           |                                      |
| 26.06.2015           | 02.03.2016          | 48  | Sparge Cap                                | Crushing It                          |
|                      |                     |     |                                           |                                      |
| 26.06.2015           | 03.03.2016          | 49  | Cutremur, Catastrofă                      | Quake, Rattle and Roll               |
|                      |                     |     |                                           |                                      |
| 26.06.2015           | 04.03.2016          | 50  | Fiecare cu Dragonul lui                   | Have Dragon Will Travel              |
| 26.06.2015           | 07.03.2016          | 51  | Fiecare cu Dragonul lui                   | Have Dragon Will Travel              |
|                      |                     |     |                                           |                                      |
| 26.06.2015           | 08.03.2016          | 52  | Micuțul Spinos                            | The Next Big Sting                   |
|                      |                     |     |                                           |                                      |
| 26.06.2015           | 09.03.2016          | 53  | Coșmar Titanic                            | Total Nightmare                      |
|                      |                     |     |                                           |                                      |
| SEZONUL 4            |                     |     |                                           |                                      |
|                      |                     |     |                                           |                                      |
| 08.01.2016           | 12.09.2016          | 54  | Echipa Astrid                             | Team Astrid                          |
|                      |                     |     |                                           |                                      |
| 08.01.2016           | 13.09.2016          | 55  | Vânătorii Nopții                          | Night of the Hunters                 |
| 08.01.2016           | 14.09.2016          | 56  | Vânătorii Nopții                          | Night of the Hunters                 |
|                      |                     |     |                                           |                                      |
| 08.01.2016           | 15.09.2016          | 57  | Luna Plină                                | Bad Moon Rising                      |
|                      |                     |     |                                           |                                      |
| 08.01.2016           | 16.09.2016          | 58  | Rât-Mucos și Toporul                      | Snotlout Gets the Axe                |
|                      |                     |     |                                           |                                      |
| 08.01.2016           | 17.09.2016          | 59  | Experiența Spate Zimțat                   | The Zippleback Experience            |
|                      |                     |     |                                           |                                      |
| 08.01.2016           | 20.09.2016          | 60  | Goana prin Zăpadă                         | Snow Way Out                         |
|                      |                     |     |                                           |                                      |
| 08.01.2016           | 21.09.2016          | 61  | Insula Dezastrului                        | Edge of Disaster                     |
| 08.01.2016           | 22.09.2016          | 62  | Insula Dezastrului                        | Edge of Disaster                     |
|                      |                     |     |                                           |                                      |
| 08.01.2016           | 23.09.2016          | 63  | Șocul Marin                               | Shock and Awe                        |
|                      |                     |     |                                           |                                      |
| 08.01.2016           | 26.09.2016          | 64  | Vremea Pârjolului                         | A Time to Skrill                     |
|                      |                     |     |                                           |                                      |
| 08.01.2016           | 27.09.2016          | 65  | Ghioage și Gheare                         | Maces and Talons                     |
| 08.01.2016           | 28.09.2016          | 66  | Ghioage și Gheare                         | Maces and Talons                     |
|                      |                     |     |                                           |                                      |
| SEZONUL 5            |                     |     |                                           |                                      |
|                      |                     |     |                                           |                                      |
| 24.06.2016           | 19.12.2016          | 67  | Dușmanul Dușmanului Meu                   | Enemy of My Enemy                    |
|                      |                     |     |                                           |                                      |
| 24.06.2016           | 19.12.2016          | 68  | Distrugătorul                             | Crash Course                         |
|                      |                     |     |                                           |                                      |
| 24.06.2016           | 19.12.2016          | 69  | Ascultați-l pe Șeful                      | Follow the Leader                    |
|                      |                     |     |                                           |                                      |
| 24.06.2016           | 20.12.2016          | 70  | Atenție Pârlește                          | Turn and Burn                        |
|                      |                     |     |                                           |                                      |
| 24.06.2016           | 20.12.2016          | 71  | Soldatul Buffolord                        | Buffalord Soldier                    |
|                      |                     |     |                                           |                                      |
| 24.06.2016           | 20.12.2016          | 72  | O Vacanță de Groază                       | A Grim Retreat                       |
|                      |                     |     |                                           |                                      |
| 24.06.2016           | 21.12.2016          | 73  | Cu Heather sau fără Heather               | To Heather or Not to Heather         |
|                      |                     |     |                                           |                                      |
| 24.06.2016           | 21.12.2016          | 74  | Ringul Dragonilor                         | Stryke Out                           |
|                      |                     |     |                                           |                                      |
| 24.06.2016           | 21.12.2016          | 75  | Ureche Muzicală                           | Tone Death                           |
|                      |                     |     |                                           |                                      |
| 24.06.2016           | 22.12.2016          | 76  | Între Ciocan și Nicovală                  | Between a Rock and a Hard Place      |
|                      |                     |     |                                           |                                      |
| 24.06.2016           | 22.12.2016          | 77  | Probleme de Familie                       | Family on the Edge                   |
|                      |                     |     |                                           |                                      |
| 24.06.2016           | 22.12.2016          | 78  | Eroii Licitației                          | Last Auction Heroes                  |
|                      |                     |     |                                           |                                      |
| 24.06.2016           | 27.05.2017          | 79  | Apărătorii Aripilor, Partea 1             | Defenders of the Wing, Part 1        |
|                      |                     |     |                                           |                                      |
| SEZONUL 6            |                     |     |                                           |                                      |
|                      |                     |     |                                           |                                      |
| 17.02.2017           | 28.05.2017          | 80  | Apărătorii Aripilor, Partea 2             | Defenders of the Wing, Part 2        |
|                      |                     |     |                                           |                                      |
| 17.02.2017           | 28.05.2017          | 81  | Fier Vine pe Insulă                       | Gruff Around the Edges               |
|                      |                     |     |                                           |                                      |
| 17.02.2017           | 28.05.2017          | 82  | Aventură în Miez-de-Noapte                | Midnight Scrum                       |
|                      |                     |     |                                           |                                      |
| 17.02.2017           | 28.05.2017          | 83  | Fără Rât                                  | Not Lout                             |
|                      |                     |     |                                           |                                      |
| 17.02.2017           | 28.05.2017          | 84  | Să-l Salvăm pe Sfarmă-Tot                 | Saving Shattermaster                 |
|                      |                     |     |                                           |                                      |
| 17.02.2017           | 28.05.2017          | 85  | Strâmtoarea Cumplită                      | Dire Straits                         |
|                      |                     |     |                                           |                                      |
| 17.02.2017           | 28.05.2017          | 86  | Cea mai Lungă Zi                          | The Longest Day                      |
|                      |                     |     |                                           |                                      |
| 17.02.2017           | 28.05.2017          | 87  | Goana după Aur                            | Gold Rush                            |
|                      |                     |     |                                           |                                      |
| 17.02.2017           | 28.05.2017          | 88  | Din Lac în Puț                            | Out of the Frying Pan                |
|                      |                     |     |                                           |                                      |
| 17.02.2017           | 28.05.2017          | 89  | Gemenituiție                              | Twintuition                          |
|                      |                     |     |                                           |                                      |
| 17.02.2017           | 28.05.2017          | 90  | În Întuneric                              | Blindsided                           |
|                      |                     |     |                                           |                                      |
| 17.02.2017           | 28.05.2017          | 91  | Șocul Confruntării, Partea 1              | Shell Shocked, Part 1                |
|                      |                     |     |                                           |                                      |
| 17.02.2017           | 28.05.2017          | 92  | Șocul Confruntării, Partea 2              | Shell Shocked, Part 2                |
|                      |                     |     |                                           |                                      |
| SEZONUL 7            |                     |     |                                           |                                      |
|                      |                     |     |                                           |                                      |
| 25.08.2017           | 12.01.2019          | 93  | Insula în Pericol                         | Living on the Edge                   |
|                      |                     |     |                                           |                                      |
| 25.08.2017           | 12.01.2019          | 94  | Mâncătorul de Nisip                       | Sandbusted                           |
|                      |                     |     |                                           |                                      |
| 25.08.2017           | 12.01.2019          | 95  | Ceva Putred pe Insula Berserker           | Something Rotten on Berserker Island |
|                      |                     |     |                                           |                                      |
| 25.08.2017           | 13.01.2019          | 96  | Îngerii lui Rât-Mucos                     | Snotlout's Angels                    |
|                      |                     |     |                                           |                                      |
| 25.08.2017           | 13.01.2019          | 97  | O Problemă de Perspectivă                 | A Matter of Perspective              |
|                      |                     |     |                                           |                                      |
| 25.08.2017           | 13.01.2019          | 98  | Întoarcerea lui Thor Bonecrusher          | Return of Thor Bonecrusher           |
|                      |                     |     |                                           |                                      |
| 25.08.2017           | 19.01.2019          | 99  | Apusul Aistrugerii                        | Dawn of Destruction                  |
|                      |                     |     |                                           |                                      |
| 25.08.2017           | 19.01.2019          | 100 | Pe Aripile Războiului, Partea 1           | The Wings of War, Part 1             |
|                      |                     |     |                                           |                                      |
| 25.08.2017           | 19.01.2019          | 101 | Pe Aripile Războiului, Partea 2           | The Wings of War, Part 2             |
|                      |                     |     |                                           |                                      |
| 25.08.2017           | 20.01.2019          | 102 | Niciun Dragon nu Rămâne în Urmă           | No Dragon Left Behind                |
|                      |                     |     |                                           |                                      |
| 25.08.2017           | 20.01.2019          | 103 | Cap de Foc                                | Snuffnut                             |
|                      |                     |     |                                           |                                      |
| 25.08.2017           | 20.01.2019          | 104 | În Căutarea lui Oswald și a Găinii        | Searching for Oswald ... and Chicken |
|                      |                     |     |                                           |                                      |
| 25.08.2017           | 26.01.2019          | 105 | Grijile TTrecutului                       | Sins of the Past                     |
|                      |                     |     |                                           |                                      |
| SEZONUL 8            |                     |     |                                           |                                      |
|                      |                     |     |                                           |                                      |
| 16.02.2018           | 26.01.2019          | 106 | La Vedere                                 | In Plain Sight                       |
|                      |                     |     |                                           |                                      |
| 16.02.2018           | 26.01.2019          | 107 | Nu Latră, dar Mușcă                       | No Bark, All Bite                    |
|                      |                     |     |                                           |                                      |
| 16.02.2018           | 27.01.2019          | 108 | Lanțul Comenzilor                         | Chain of Command                     |
|                      |                     |     |                                           |                                      |
| 16.02.2018           | 27.01.2019          | 109 | Loialul Ordin Ingerman                    | Loyal Order of Ingerman              |
|                      |                     |     |                                           |                                      |
| 16.02.2018           | 27.01.2019          | 110 | O Despărțire Întortochiată                | A Gruff Separation                   |
|                      |                     |     |                                           |                                      |
| 16.02.2018           | 02.02.2019          | 111 | Iubirea Mea Înaripată                     | Mi Amore Wing                        |
|                      |                     |     |                                           |                                      |
| 16.02.2018           | 02.02.2019          | 112 | Schimbare Dificilă                        | Ruff Transition                      |
|                      |                     |     |                                           |                                      |
| 16.02.2018           | 02.02.2019          | 113 | Triplă Trădare                            | Triple Cross                         |
|                      |                     |     |                                           |                                      |
| 16.02.2018           | 03.02.2019          | 114 | Probleme de Familie                       | Family Matters                       |
|                      |                     |     |                                           |                                      |
| 16.02.2018           | 03.02.2019          | 115 | Noapte Foarte Întunecată                  | Darkest Night                        |
|                      |                     |     |                                           |                                      |
| 16.02.2018           | 03.02.2019          | 116 | Gardienii din Vanaheim                    | Guardians of Vanaheim                |
|                      |                     |     |                                           |                                      |
| 16.02.2018           | 09.02.2019          | 117 | Regele Dragonilor, Partea 1               | King of Dragons, Part 1              |
|                      |                     |     |                                           |                                      |
| 16.02.2018           | 09.02.2019          | 118 | Regele Dragonilor, Partea 2               | King of Dragons, Part 2              |
|                      |                     |     |                                           |                                      |